# Yanglinqiao (köpinghuvudort i Kina, Hubei Sheng, lat 30,75, long 110,76)
Yanglinqiao (kinesiska: 杨林桥, 杨林桥镇) är en köpinghuvudort i Kina. Den ligger i provinsen Hubei, i den centrala delen av landet, omkring 340 kilometer väster om provinshuvudstaden Wuhan. Antalet invånare är 26 082. Befolkningen består av 12 118 kvinnor och 13 964 män. Barn under 15 år utgör 8,0 %, vuxna 15-64 år 78 %, och äldre över 65 år 13,0 %.
Runt Yanglinqiao är det ganska tätbefolkat, med 116 invånare per kvadratkilometer. Närmaste större samhälle är Guojiaba, 19,4 km norr om Yanglinqiao. I omgivningarna runt Yanglinqiao växer i huvudsak blandskog.
Genomsnittlig årsnederbörd är 1 553 millimeter. Den regnigaste månaden är maj, med i genomsnitt 228 mm nederbörd, och den torraste är december, med 19 mm nederbörd.